# 橋爪千明
橋爪 千明（はしづめ ちあき、12月27日 - ）は、日本の女優、声優。大阪府出身。ネクシード所属。

## 略歴
ネクシード附属養成所&（アンド）卒業。

## 人物
趣味はドライブ、ネイル、世界遺産。資格は色彩検定3級、Microsoft office specialist Word。

## 出演

### 吹き替え

#### 映画
- エッジ・オブ・バイオレンス（リディア、ラモーナ）
- シャークネード5 ワールド・タイフーン（ベガ〈ティファニー・ポラード〉、アンドロメダ、ホダ）
- 修羅の華（キムさん）
- 死霊院 世界で最も呪われた事件（フナール、女性記者）

#### ドラマ
- KILLJOYS/銀河の賞金ハンター シーズン4（ジニー）
- グッドガールズ: 崖っぷちの女たち シーズン2（若いルビー、少年）
- デイナの恐竜図鑑 シーズン1 [2]

#### アニメ
- サンタのマジック・クリスタル（妖精、ロボット）
- L.O.L. the Movie　Winter(レディ・ブレイズ）
- ハイウェイ・ラット～嫌われおいはぎネズミ（雌ネコ、オオカミ母、動物3）